# Fleet Foxes
Fleet Foxes là một ban nhạc indie folk Mỹ thành lập tại Seattle, Washington. Họ hiện ký hợp đồng với các hãng thu âm Sub Pop và Bella Union. Ban nhạc bắt đầu nổi tiếng vào năm 2008 khi phát hành EP thứ hai, Sun Giant, và album đầu tay Fleet Foxes. Cả hai đều nhận được nhiều sự khen ngợi từ các nhà phê bình. Album phòng thu thứ hai của họ, Helplessness Blues, được phát hành vào ngày 3 tháng 5 năm 2011.

## Thành viên hiện tại
- Robin Pecknold - hát chính, guitar (2006–nay)
- Skyler Skjelset - guitar, mandolin, hát (2006–nay)
- Casey Wescott - bàn phím, mandolin, hát (2006–nay)
- Christian Wargo - bass guitar, guitar, hát (2008–nay)
- Morgan Henderson - upright bass, guitar, woodwinds, violin, bộ gõ (2010–nay)

## Thành viên trước đây
- Craig Curran - bass guitar (2006-2008)
- Nicholas Peterson - drums, percussion, vocals (2006–2008)
- Joshua Tillman - drums, percussion, vocals (2008–2012)

## Danh sách đĩa nhạc

### Albums
| Năm                                      | Album                                  | Vị trí bảng xếp hạng | Vị trí bảng xếp hạng | Vị trí bảng xếp hạng | Vị trí bảng xếp hạng | Vị trí bảng xếp hạng | Vị trí bảng xếp hạng | Vị trí bảng xếp hạng | Vị trí bảng xếp hạng | Vị trí bảng xếp hạng | Vị trí bảng xếp hạng | Vị trí bảng xếp hạng | Vị trí bảng xếp hạng | Vị trí bảng xếp hạng | Vị trí bảng xếp hạng | Vị trí bảng xếp hạng | Vị trí bảng xếp hạng | Vị trí bảng xếp hạng | Vị trí bảng xếp hạng | Vị trí bảng xếp hạng | Lượng bán hàng                       |
| Năm                                      | Album                                  | UK                   | US                   | GER                  | AUS                  | SWE                  | NOR                  | BEL (FL)             | BEL (WA)             | FRA                  | NED                  | DEN                  | SWI                  | AUT                  | FIN                  | ESP                  | POR                  | GRE                  | NZ                   | CAN                  | Lượng bán hàng                       |
| ---------------------------------------- | -------------------------------------- | -------------------- | -------------------- | -------------------- | -------------------- | -------------------- | -------------------- | -------------------- | -------------------- | -------------------- | -------------------- | -------------------- | -------------------- | -------------------- | -------------------- | -------------------- | -------------------- | -------------------- | -------------------- | -------------------- | ------------------------------------ |
| 2008                                     | Fleet Foxes - Định dạng: CD, Vinyl     | 3                    | 36                   | 51                   | 90                   | 16                   | 14                   | 12                   | 88                   | 78                   | 39                   | 36                   | —                    | —                    | —                    | —                    | —                    | —                    | —                    | —                    | - Anh: Bạch kim - Bỉ: Bạc - Mỹ: Vàng |
| 2011                                     | Helplessness Blues - Format: CD, Vinyl | 2                    | 4                    | 11                   | 6                    | 3                    | 1                    | 2                    | 25                   | 54                   | 5                    | 18                   | 31                   | 29                   | 16                   | 23                   | 43                   | 23                   | 12                   | 8                    | - Mỹ: 277,000+                       |
| "—" denotes releases that did not chart. |                                        |                      |                      |                      |                      |                      |                      |                      |                      |                      |                      |                      |                      |                      |                      |                      |                      |                      |                      |                      |                                      |

### EP (đĩa mở rộng)
| Năm                                      | EP |                  |
| Năm                                      | EP | US Billboard 200 |
| ---------------------------------------- | --- | ---------------- |
| 2006                                     | Fleet Foxes - Định dạng: CD-R | —                |
| 2008                                     | Sun Giant - Định dạng: CD, vinyl | 174              |
| 2011                                     | The Shrine / An Argument - Live At The BBC (EP) - Phát hành: tháng 12 năm 2011 - Hãng đĩa: Bella Union - Định dạng: 4-Track - 12" Vinyl | ---              |
| "—" denotes releases that did not chart. | |                  |

### Đĩa đơn
| Năm                                      | Đĩa đơn                            | Vị trí trên bảng xếp hạng | Vị trí trên bảng xếp hạng | Album              |
| Năm                                      | Đĩa đơn                            | UK                        | BEL                       | Album              |
| ---------------------------------------- | ---------------------------------- | ------------------------- | ------------------------- | ------------------ |
| 2008                                     | "White Winter Hymnal"              | 77                        | 62                        | Fleet Foxes        |
| 2008                                     | "He Doesn't Know Why"              | —                         | 74                        | Fleet Foxes        |
| 2009                                     | "Mykonos"                          | 51                        | 18                        | Sun Giant (EP)     |
| 2009                                     | "Your Protector"                   | —                         | —                         | Fleet Foxes        |
| 2011                                     | "Helplessness Blues"/"Grown Ocean" | —                         | 63                        | Helplessness Blues |
| 2011                                     | "Battery Kinzie"                   | —                         | 91                        | Helplessness Blues |
| 2011                                     | "Lorelai"                          | —                         | 68                        | Helplessness Blues |
| "—" denotes releases that did not chart. |                                    |                           |                           |                    |

### Video âm nhạc
| Năm  | Bài hát                    |
| ---- | -------------------------- |
| 2008 | "White Winter Hymnal"      |
| 2008 | "He Doesn't Know Why"      |
| 2009 | "Mykonos"                  |
| 2011 | "Grown Ocean"              |
| 2011 | "The Shrine / An Argument" |